# Jonathan Cain
Jonathan Cain, alla nascita Jonathan Leonard Cain (Chicago, 26 febbraio 1950), è un tastierista statunitense conosciuto per essere il tastierista e il compositore del gruppo rock Journey.

## Biografia
Ad otto anni comincia a prendere lezioni di fisarmonica che ha continuato a suonare insieme al pianoforte nelle feste e nei club, inoltre è capace di suonare anche la chitarra e l'armonica a bocca.
Nel 1958 sopravvive al disastro della scuola "Our Lady of The Angel" dove perdono la vita molti suoi compagni di classe, successivamente frequenta il conservatorio di Chicago prima di trasferirsi a Nashville per un breve periodo e in seguito a Los Angeles.
Dalla metà degli anni 70 ha scritto molte canzoni e ha pubblicato il suo primo disco intitolato Windy City Breakdown nel 1976 attraverso la Bearsville Records e sotto il nome Jonathan Cain Band.
Nel 1979 entra nei The Babys apparendo negli album Union Jacks e On The Edge, l'anno successivo lascia il gruppo per entrare nei Journey al posto di Gregg Rolie.
Jonathan ha aiutato il gruppo a raggiungere subito le prime posizioni delle classifiche con l'album Escape suonando il piano in canzoni come "Don't Stop Believin'".
Quando il cantante Steve Perry lascia i Journey nel 1987, tutti i membri del gruppo percorrono strade separate: Cain si riunisce con i Babys e John Waite forma i Bad English che pubblicheranno 2 album prima di sciogliersi

## Discografia

### Solista
- 1977 - Windy City Breakdown

### The Babys
- 1980 - Union Jacks
- 1980 - On The Edge

### Bad English
- 1989 - Bad English
- 1991 - Backlash

### Collaborazioni
- 1993 - Gli Spari Sopra - Vasco Rossi

### Con i Journey
- 1981 - Escape
- 1983 - Frontiers
- 1986 - Raised On Radio
- 1996 - Trial by Fire
- 2000 - Arrival

### Jonathan Cain
- 1995 - Back to the Innocence
- 1995 - Piano with a View
- 1997 - Body Language
- 1998 - For a Lifetime
- 2001 - Namaste
- 2001 - Anthology
- 2002 - Animated Movie Love Songs
- 2004 - Bare Bones
- 2006 - Where I Live